# European Policy Centre
European Policy Centre (EPC) – niezależna organizacja pożytku publicznego, typu think tank, poświęcona sprawom Unii Europejskiej. Siedzibą tej organizacji jest Bruksela. EPC jest oddana idei sprawnej integracji europejskiej i promocji debaty popartej refleksją na temat problemów, przed którymi aktualnie stoi Unia Europejska oraz wyzwań, które czekają w przyszłości. 

## Cele
Celem, który przyświeca organizacji, jest rola katalizatora nowych pomysłów i nowego myślenia o sprawach Unii Europejskiej, a także promocja wyważonego dialogu pomiędzy różnymi organizacjami, które tworzą liczącą ponad 400 członków grupę EPC i obejmują wiele aspektów życia ekonomicznego i społecznego.

## Członkowie
Do szerokiego grona członków EPC wchodzą przedstawiciele biznesu, społeczeństwa obywatelskiego, rządów narodowych, misji dyplomatycznych oraz regionalnych i lokalnych stowarzyszeń. EPC organizuje corocznie wiele spotkań, na których jej członkowie, wraz z ekspertami i urzędnikami instytucji unijnych, debatują o kluczowych sprawach dominujących na arenie Unii Europejskiej.

## Działalność
EPC dostarcza swoim członkom i opinii publicznej szybkiej, dogłębnej analizy zagadnień z zakresu Unii Europejskiej i problematyki światowej oraz formułuje rekomendacje stosownych działań poprzez szeroką gamę własnych publikacji. Zakres działań EPC koncentruje się wokół trzech sztandarowych programów dotyczących kluczowych wyzwań, przed którymi stoi Unia Europejska:
- Integracja i Obywatelstwo Unii Europejskiej
- Ekonomia Polityczna Europy
- Europa w Świecie

EPC, poprzez zróżnicowane grono swoich członków, zaangażowanych w dyskusje i wypracowywanie zaleceń i rozwiązań programowych, stanowi szeroką podstawę do działania swoich programów i pełni rolę rzetelnego łącznika z "prawdziwym światem" polityki Unii Europejskiej.

## Władze EPC
Na czele Zgromadzenia Ogólnego stoi Philippe Maystadt, były prezes Europejskiego Banku Inwestycyjnego. Komisja Zarządzająca kierowana jest przez Meglenę Kunewą, byłą Komisarz Unii Europejskiej. Dyrektorem wykonawczym jest Hans Martens.

## Partnerzy
EPC ma dwóch strategicznych partnerów, z którymi ściśle współpracuje w zakresie wielu zagadnień: King Baudouin Foundation z Belgii i Compagnia di San Paolo z Turynu.

## Publikacje
- Challenge Europe Issue 17: The People’s Project Includes articles by Peter Sutherland, Richard Corbett, Pat Cox, Mark Rhinhart(2007).
- Challenge Europe Issue 16: Europe@50: back to the future (2007)
- Includes articles by former Belgian Prime Minister Jean-Luc Dehaene, former WTO Director-General Renato Ruggiero, Yves Menon, John Palmer and Antonio Vitorino
- Ukraine and the EU after the elections Amanda Akçakoca, Richard Whitman (2007)
- Redefining EU-Africa relations  John Kotsopoulos i Elizabeth Sidiropoulos (2007)
- Migration, Global Approach Elizabeth Collett (2007)
- Demographics & labour markets Fabian Zuleeg (2007)
- Innovation Fabian Zuleeg, Jennifer Green, Carlos Buhigas Schubert (2007)
- Ratification of the new Reform Treaty Sara Hagemann (2007)
- EU and Africa: coming together at last? John Kotsopoulos (2007)
- Islam and the EU Sara Silvestri (2007)
- Up close and personal: data protection and EU-US relations Johnny Pring (2007)
- Debating the Constitution: between realism and revival Sara Hagemann i Antonio Missiroli (2007)
- The ENP three years on: where from – and where next? Antonio Missiroli (2007)
- Balkans in Europe: why, when and how? Graham Avery oraz Judy Batt (2007)
- 54: Reassessing the European Neighbourhood Policy Rosa Balfour i Antonio Missiroli (2007)
- 53: Better Regulation: a regional perspective Catarina Persson i Marie-Hélène Fandel (2007)
- 52: The EU and Japan: a partnership in the making Axel Berkofsky (2007)
- 28: European Foreign Service Graham Avery, Cornelius Adebahr, Simon Duke, Giovanni Grevi, Jolyon Howorth Stephan Keukeleire, Anne-Marie Le Gloannec, Julia Lieb, Andreas Maurer, Antonio Missiroli, David Rijks oraz Richard Whitman
- 27: Building societal security in Europe: the EU’s role in managing emergencies Arjen Boin, Magnus Ekengren, Antonio Missiroli, Mark Rhinard, Bengt Sundelius (2007)
- Featuring high-profile political and academic speakers from China, India, Indonesia, Japan, South Korea and Thailand (2007)